# Нукуатеа
Нукуатеа (фр. Nukuatea) — небольшой остров в лагуне острова Увеа (Уоллис) в Тихом океане. Расположен к югу от Уоллиса, недалеко от пролива Хоникулу. Входит в район Мюа заморской общины Франции Уоллис и Футуна. Благодаря своему расположению у входа в лагуну, он часто был местом контактов с внешним миром: европейскими купцами в 1830 году, протестантами из Ниуатопутапу в 1835 году, а также французскими маристскими миссионерами в 1837 году, которые в конечном итоге обратились в католическую веру население Увеа в 1842 году.

## История

### XIX век
В XIX веке район Мюа часто посещали европейские корабли. В 1830 году на Уоллисе высадился испанский купец Джордж Марина. Он взял шеф-повара Такалу и нескольких уоллисцев на Гавайи, где набрал команду для ловли морских огурцов (голотурии).
В начале 1831 года Марина вернулся на Уоллис и купил остров Нукуатеа у вождя Такала в обмен на разные предметы (ножи, топоры, ткань и др.). Марина и его гавайская команда построили на островке большой дом, мастерскую и хижины для рабочих. «С тех пор европейцы считали себя хозяевами острова по западному образцу и старались сохранить его за собой. Однако этого исключительного способа владения не существовало в традиционном уоллисийском обществе, и начались ссоры».

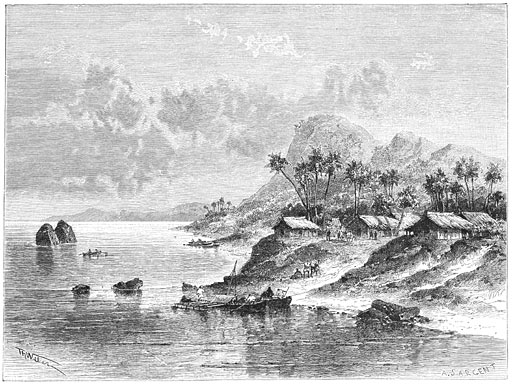
Лагерь потерпевших крушение корабля «Эрмитт» в 1874 году на Нукуатеа (гравюра).

Спорная ситуация быстро перерасла в вооруженный конфликт. Марина и его люди напали на королевскую резиденцию, в результате чего погибло несколько человек. Вождь Такала был назван традиционным королём Лавелуа, но население Уоллиса не приняло его и Ваймуа Такумасива вновь стал королем Уоллиса. Победа Марины была кратковременной: в конце января 1832 года он был убит, а вскоре была убита и большая часть его гавайцев.
В 1835 году тонганский лидер Гого Маату из Ниуатопутапу высадился с 45 мужчинами в Нукуатеа с целью обратить уоллисцев в протестантизм, так как семейные узы объединяли многих жителей Уоллиса и Ниуатопутапу. Однако быстро отношения между тонганцами и уоллисийцами обострились. Началось преследование новообращённых, кражи, а в сентябре на острове Нукуафо вспыхнули первые стычки. Тонганцы и их немногочисленные сторонники из жителей Уоллиса укрылись на Нукуатеа в форте. Более 1800 уоллисцев напали на них. Тонганцы сдались, но все были перебиты во время церемонии примирения.
В 1874 году французский корабль «Эрмитт» потерпел крушение в Уоллисе, а оставшиеся в живых укрылись на Нукуатеа.

### Лепрозорий (XX век)
В XX веке островок Нукуатеа использовался как место содержания и изоляции для прокаженных до 1970-х. Колония для прокаженных была основана в 1939 году и закрыта французскими властями 7 марта 1941 года; на островке также построена часовня.
В 1943 году на острове насчитывалось более 70 прокаженных в колонии, основанной американской армией. Из-за этого Нукуатеа иногда называют «островом прокаженных».